# Mallotus actinoneurus
Mallotus actinoneurus är en törelväxtart som beskrevs av Airy Shaw. Mallotus actinoneurus ingår i släktet Mallotus och familjen törelväxter. Inga underarter finns listade i Catalogue of Life.